# ブライアン・オグレディ
- ブライアン・オグレイディ

ブライアン・パトリック・オグレディ（英: Brian Patrick O'Grady, 1992年5月17日 - ）は、アメリカ合衆国ペンシルベニア州フィラデルフィア出身のプロ野球選手（外野手、内野手）。北米独立リーグであるアメリカン・アソシエーションのクリバーン・レイルローダーズ所属。愛称は"オージー"。

## 経歴

### プロ入りとレッズ時代
2014年のMLBドラフト8巡目（全体245位）でシンシナティ・レッズから指名され、プロ入り。契約後、傘下のパイオニアリーグのルーキー級ビリングス・マスタングスでプロデビュー。62試合に出場して打率.257、6本塁打、42打点、7盗塁を記録した。
2015年はA級デイトン・ドラゴンズとA+級デイトナ・トーテュガスでプレーし、2球団合計で115試合に出場して打率.254、11本塁打、54打点、25盗塁を記録した。
2016年はA+級デイトナでプレーし、107試合に出場して打率.235、9本塁打、40打点、16盗塁を記録した。オフにはアリゾナ・フォールリーグに参加し、ピオリア・ハベリーナズに所属した。
2017年はA+級デイトナ・トーテュガスとAA級ペンサコーラ・ブルーワフーズでプレーし、2球団合計で82試合に出場して打率.185、8本塁打、27打点、8盗塁を記録した。
2018年はAA級ペンサコーラとAAA級ルイビル・バッツでプレーし、2球団合計で105試合に出場して打率.280、14本塁打、59打点、9盗塁を記録した。
2019年は開幕をAAA級ルイビルで迎えた。8月5日にメジャー契約を結んでアクティブ・ロースター入りし、8日のシカゴ・カブス戦でメジャーデビュー。この年メジャーでは28試合に出場して打率.190、2本塁打、3打点を記録した。オフの11月25日にDFAとなった。

### レイズ時代
2019年11月27日に金銭または後日発表選手とのトレード で、タンパベイ・レイズへ移籍した。
2020年は2試合に出場して打率.400、1盗塁を記録した。オフの11月20日にDFAとなり、23日に自由契約となった。

### パドレス時代
2020年12月8日にサンディエゴ・パドレスとメジャー契約を結んだ。
2021年シーズンは当初、背番号は5と発表されていたが、開幕直前に新加入のブレイク・スネルが当初着用予定だった24からレイズ時代と同じ4へ変更された。それに伴い、ウィル・マイヤーズは4から5へ、オグレディは5から24へ変更された。オフに40人枠外となった。

### 西武時代
2021年11月26日にNPBの埼玉西武ライオンズへの入団が決定した。登録名はブライアン・オグレディ、背番号は30。。1年契約で推定年俸8000万円。
2022年は、3月25日にNPB初出場を果たした。最終的にパ・リーグの外国人選手で唯一規定打席に到達し、チーム2位の15本塁打を放ったものの、打率.213はリーグ最下位だった。オフの11月5日に翌年の契約を結ばないことが発表され、12月2日に自由契約公示された。

### ハンファ時代
2023年からKBOリーグのハンファ・イーグルスと契約した。開幕から成績は上がらず、22試合に出場して打率.125（80打数10安打）、本塁打0、8打点、40三振という期待外れの成績で、5月31日にウェーバー公示され、6月7日に自由契約選手となった。

### 独立リーグ時代
2023年6月17日にアメリカン・アソシエーションのカンザスシティ・モナークスと契約した。ここでは57試合に出場し、打率.242、12本塁打、39打点、6盗塁を記録した。
2024年4月2日に同リーグのクリバーン・レイルローダーズにトレード移籍した。

## 選手としての特徴・人物
パンチ力を秘める中距離打者。守備は外野手を本職に一塁手もこなす。
アメリカではバットメーカーの共同オーナーも務める。
来日前はパドレス時代に同僚だったダルビッシュ有から日本人の投球スタイル、日米の違い、成功するための秘訣を聞いている。
好きな日本語は「ホームラン」。

## 詳細情報

### 年度別打撃成績
| 年 度    | 球 団    | 試 合 | 打 席 | 打 数 | 得 点 | 安 打 | 二 塁 打 | 三 塁 打 | 本 塁 打 | 塁 打 | 打 点 | 盗 塁 | 盗 塁 死 | 犠 打 | 犠 飛 | 四 球 | 敬 遠 | 死 球 | 三 振 | 併 殺 打 | 打 率 | 出 塁 率 | 長 打 率 | O P S |
| -------- | -------- | ----- | ----- | ----- | ----- | ----- | -------- | -------- | -------- | ----- | ----- | ----- | -------- | ----- | ----- | ----- | ----- | ----- | ----- | -------- | ----- | -------- | -------- | ----- |
| 2019     | CIN      | 28    | 48    | 42    | 4     | 8     | 2        | 1        | 2        | 18    | 3     | 0     | 0        | 0     | 0     | 4     | 0     | 2     | 17    | 0        | .190  | .292     | .429     | .720  |
| 2020     | TB       | 2     | 5     | 5     | 2     | 2     | 1        | 0        | 0        | 3     | 0     | 1     | 0        | 0     | 0     | 0     | 0     | 0     | 1     | 0        | .400  | .400     | .600     | 1.000 |
| 2021     | SD       | 32    | 61    | 51    | 8     | 8     | 3        | 0        | 2        | 17    | 9     | 0     | 0        | 1     | 1     | 8     | 0     | 0     | 17    | 1        | .157  | .267     | .333     | .600  |
| 2022     | 西武     | 123   | 465   | 404   | 42    | 86    | 24       | 0        | 15       | 155   | 46    | 2     | 1        | 0     | 2     | 54    | 3     | 5     | 129   | 8        | .213  | .312     | .384     | .695  |
| MLB：3年 | MLB：3年 | 62    | 114   | 98    | 14    | 18    | 6        | 1        | 4        | 38    | 12    | 1     | 0        | 1     | 1     | 12    | 0     | 2     | 35    | 1        | .184  | .283     | .388     | .671  |
| NPB：1年 | NPB：1年 | 123   | 465   | 404   | 42    | 86    | 24       | 0        | 15       | 155   | 46    | 2     | 1        | 0     | 2     | 54    | 3     | 5     | 129   | 8        | .213  | .312     | .384     | .695  |

- 2022年度シーズン終了時

### 年度別守備成績
外野守備
| 年 度 | 球 団 | 中堅（CF） | 中堅（CF） | 中堅（CF） | 中堅（CF） | 中堅（CF） | 中堅（CF） | 左翼（LF） | 左翼（LF） | 左翼（LF） | 左翼（LF） | 左翼（LF） | 左翼（LF） | 守右翼（RF） | 守右翼（RF） | 守右翼（RF） | 守右翼（RF） | 守右翼（RF） | 守右翼（RF） | 外野  | 外野  | 外野  | 外野  | 外野  | 外野     |
| 年 度 | 球 団 | 試 合      | 刺 殺      | 補 殺      | 失 策      | 併 殺      | 守 備 率   | 試 合      | 刺 殺      | 補 殺      | 失 策      | 併 殺      | 守 備 率   | 試 合        | 刺 殺        | 補 殺        | 失 策        | 併 殺        | 守 備 率     | 試 合 | 刺 殺 | 補 殺 | 失 策 | 併 殺 | 守 備 率 |
| ----- | ----- | ---------- | ---------- | ---------- | ---------- | ---------- | ---------- | ---------- | ---------- | ---------- | ---------- | ---------- | ---------- | ------------ | ------------ | ------------ | ------------ | ------------ | ------------ | ----- | ----- | ----- | ----- | ----- | -------- |
| 2019  | CIN   | 11         | 20         | 0          | 0          | 0          | 1.000      | 6          | 3          | 0          | 0          | 0          | 1.000      | -            | -            | -            | -            | -            | -            | -     | -     | -     | -     | -     | -        |
| 2020  | TB    | 1          | 0          | 0          | 0          | 0          | .---       | 1          | 0          | 0          | 0          | 0          | .---       | -            | -            | -            | -            | -            | -            | -     | -     | -     | -     | -     | -        |
| 2021  | SD    | 2          | 0          | 1          | 0          | 0          | 1.000      | 4          | 6          | 0          | 0          | 0          | 1.000      | 10           | 15           | 0            | 0            | 0            | 1.000        | -     | -     | -     | -     | -     | -        |
| 2022  | 西武  | -          | -          | -          | -          | -          | -          | -          | -          | -          | -          | -          | -          | -            | -            | -            | -            | -            | -            | 123   | 209   | 6     | 2     | 0     | .991     |
| MLB   | MLB   | 14         | 20         | 1          | 0          | 0          | 1.000      | 11         | 9          | 0          | 0          | 0          | 1.000      | 10           | 15           | 0            | 0            | 0            | 1.000        | -     | -     | -     | -     | -     | -        |
| NPB   | NPB   | -          | -          | -          | -          | -          | -          | -          | -          | -          | -          | -          | -          | -            | -            | -            | -            | -            | -            | 123   | 209   | 6     | 2     | 0     | .991     |

内野守備
| 年 度 | 球 団 | 一塁（1B） | 一塁（1B） | 一塁（1B） | 一塁（1B） | 一塁（1B） | 一塁（1B） |
| 年 度 | 球 団 | 試 合      | 刺 殺      | 補 殺      | 失 策      | 併 殺      | 守 備 率   |
| ----- | ----- | ---------- | ---------- | ---------- | ---------- | ---------- | ---------- |
| 2019  | CIN   | 2          | 8          | 1          | 0          | 0          | 1.000      |
| 2020  | TB    | 1          | 1          | 0          | 0          | 0          | 1.000      |
| 2021  | SD    | 1          | 2          | 0          | 0          | 0          | 1.000      |
| MLB   | MLB   | 4          | 11         | 1          | 0          | 0          | 1.000      |

- 2022年度シーズン終了時

### 記録

#### NPB
初記録
- 初出場・初先発出場：2022年3月25日、対オリックス・バファローズ1回戦（ベルーナドーム）、2番・左翼手で先発出場
- 初打席：同上、1回裏に山本由伸から空振り三振
- 初安打：同上、7回裏に山本由伸から右前安打
- 初打点：2022年3月27日、対オリックス・バファローズ3回戦（ベルーナドーム）、6回裏に山崎颯一郎から左越適時二塁打
- 初本塁打：2022年4月10日、対福岡ソフトバンクホークス3回戦（ベルーナドーム）、1回裏に大関友久から右越ソロ
- 初盗塁：2022年5月26日、対中日ドラゴンズ3回戦（バンテリンドームナゴヤ）、4回表に二盗（投手：松葉貴大、捕手：木下拓哉）

### 背番号
- 34（2019年）
- 31（2020年）
- 24（2021年）
- 30（2022年）
- 12（2023年）